# Полтавский сельский округ (Атбасарский район)
Полта́вский се́льский окру́г (каз. Полтавка ауылдық округі) — административная единица в составе Атбасарского района Акмолинской области Республики Казахстан. 
Административный центр — село Полтавка.

## География
Сельский округ расположен в северной части района, граничит:
- на востоке, северо-востоке и севере с Сандыктауским районом,
- на юге с Покровским сельским округом,
- на юго-западе со селом Новосельское,
- на северо-западе с Макеевским сельским округом.

Через территорию сельского округа протекает река Жабай.

## История
В 1989 году существовал как — Полтавский сельсовет (сёла Полтавка, Славинка, Титовка). 
В периоде 1991—1998 годов: 
- сельсовет был преобразован в сельский округ в соответствии с реформами административно-территориального устройства Республики Казахстан;
- село Славинка было упразднено.

## Население
| Численность населения | Численность населения | Численность населения |
| 1989                  | 1999                  | 2009                  |
| --------------------- | --------------------- | --------------------- |
| 1253                  | ↘1062                 | ↗1067                 |

Национальный состав
Национальный состав сельского округа на начало 2021 года:
| Народ    | Численность, чел. | Доля от всего населения, % |
| -------- | ----------------- | -------------------------- |
| украинцы | 270               | 32,45 %                    |
| русские  | 215               | 25,84 %                    |
| немцы    | 131               | 15,75 %                    |
| чеченцы  | 78                | 9,38 %                     |
| казахи   | 63                | 7,57 %                     |
| белорусы | 54                | 6,49 %                     |
| татары   | 7                 | 0,84 %                     |
| другие   | 14                | 1,68 %                     |
| всего    | 832               | 100,00 %                   |

## Состав
| № | Населённый пункт | Тип населённого пункта       | Население, 1989 | Население, 1999 | Население, 2009 |
| - | ---------------- | ---------------------------- | --------------- | --------------- | --------------- |
| 1 | Полтавка         | село, административный центр | 1 014           | 897             | 919             |
| 2 | Славинка         | село, упразднено             | 10              | -               | -               |
| 3 | Титовка          | село                         | 229             | 165             | 148             |

## Экономика[4]
Сельское хозяйство
Общая площадь административно подчинённой сельскому округу территории — 243,27 км². Из них земель сельскохозяйственного назначения — 198,28 км² (или 81,51 %). Из земель сельскохозяйственного назначения, пашня составляет 147,17 км² (74,22 %), пастбища — 49,60 км² (25,02 %), сенокоса — 1,51 км² (0,76 %). Общая посевная площадь зерновых культур — 134,91 км², из них пшеница — 114,83 км² (85,12 %), ячмень — 20,08 км² (14,88 %).
Растениеводство — является основным видом деятельности сельхозпредприятий сельского округа. Всего зарегистрировано в этой сфере — 1 ТОО и 7 крестьянских хозяйств. 
За 2020 год оцифровано 130,09 км² сельскохозяйственных полей ТОО «Полтавка-2» (100 %), к/х «Женис» — 1,47 км² (100 %), к/х «Мария» — 4,22 км² (100 %), к/х «Сыздыков Б.У.» — 0,62 км², к/х «Суюнши» — 1,08 км², к/х «Ражапов Р.Х.» 0,21 км², к/х «Нан» — 2,52 км², к/х «Биккерт Г.Г.» — 2,88 км² (100 %).
Предпринимательство
В сельском округе зарегистрировано 16 субъектов малого предпринимательства (6 — магазинов, 7 — животноводов, 1 — салон маникюр ,1 — пассажирские перевозки, 1 ИП — лесоперерабатывающее производство), 2 из них временно приостановили свою деятельность (2 животноводы). По программе «Бастау-бизнес» открылось 3 ИП.
Главным предпринимателем сельского округа по всем действующим отраслям является — ТОО «Полтавка-2», образованное в 2004 году. Нынешний директор — Белобров Николай Федорович. Площадь сельхозугодий — 184,06 км². Штатная численность работников — 240 человек.

## Инфраструктура[4]
Образование
Сектор образования представлена двумя школами (Полтавская средняя школа, Титовская начальная школа). При Полтавской средней школе действует мини-центр, 7 кружков, 5 спортивные секции. 
Здравоохранение
На территории сельского округа функционируют две объекты здравоохранения — Полтавская врачебная амбулатория, Титовский медицинский пункт.  Имеется ветеринарный пункт.
Культура
Из учреждений культуры на территории сельского округа функционирует Сельский Дом культуры, рассчитанный на более 250 посадочных мест (находится на балансе ГККП «Атбасарский районный дом культуры»). Сельский клуб имеется в селе Титовка.
В сельском округе находятся одна библиотека с филиалом в селе Титовка и одна школьная библиотека:
- Полтавская библиотека — книжный фонд — 24 459 экземпляров;
- Титовская библиотека — книжный фонд — 7 982 экземпляров.

На территории сельского округа имеются спортивные объекты: один спортивный зал в здании средней школы, баскетбольная площадка, хоккейный корд, гимнастическая горка, 2 волейбольных площадки. 

## Местное самоуправление
Аппарат акима Полтавского сельского округа — село Полтавка, улица Центральная, 41.
- Аким сельского округа — Байтурова Гюзаль Дулатовна[1].